# Asahan Mati
Asahan Mati is een bestuurslaag in het regentschap Asahan van de provincie Noord-Sumatra, Indonesië. Asahan Mati telt 2332 inwoners (volkstelling 2010).